# Farsley
Farsley est une ville de la Cité de Leeds, dans le Yorkshire de l'Ouest, en Angleterre. Elle est située à environ 9 km à l'ouest du centre de Leeds et à 6,5 km au nord-est du centre de Bradford. Elle fait partie du ward de Calverley et Farsley.

## Histoire

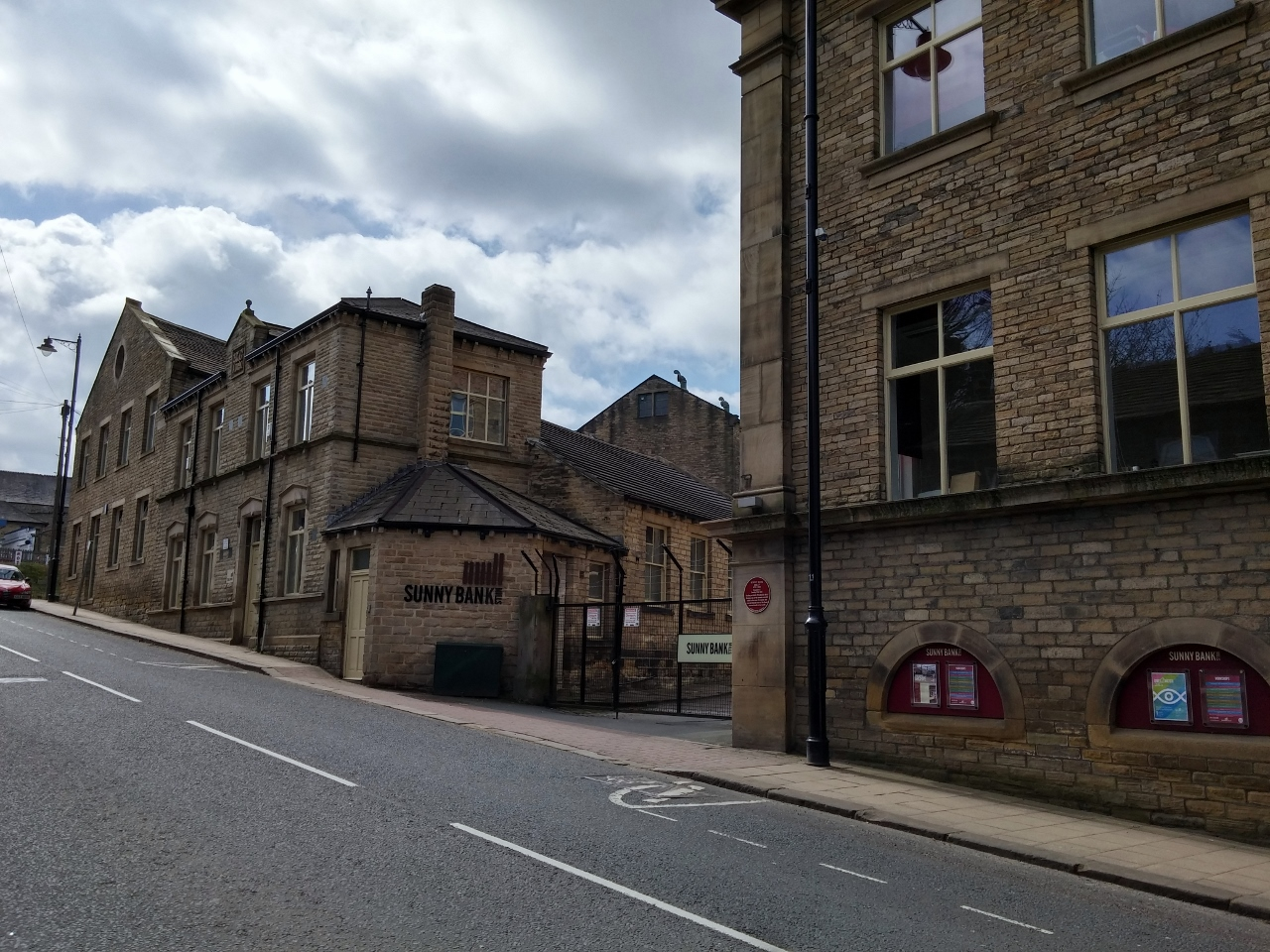
Entrée aux Sunny Bank Mills

Farsley est mentionné en 1086 dans le Domesday Book sous le nom de Ferseleia and Fersellei. Le nom signifiait à l'origine soit une clairière caractérisée par des buissons d'ajoncs, soit un pâturage pour le bétail. Partie de la paroisse de Calverley, Farsley deviendra une paroisse civile en 1894 et rejoigna le borough municipal de Pudsey en 1837.
Farsley est le lieu de naissance de Samuel Marsden.
Pendant la révolution industrielle, Farsley était un centre de traitement de la laine. Quelques anciennes usines témoignent encore de cette époque, parmi eux Sunny Bank Mills qui ont été transformées en centre culturel.